# Motukawanui Island
Motukawanui Island ist eine Insel im Norden der Nordinsel von Neuseeland.

## Geographie
Motukawanui Island ist Teil der Inselgruppe der Cavalli Islands und stellt mit einer Größe von 3,7 km² die mit Abstand größte Insel der Gruppe dar. Die Insel befindet sich rund 2,3 km nordöstlich jener Landspitze von Northland, die nach Norden hin die Matauri Bay abschließt und zwischen dem Festland und der Insel die Cavalli Passage vorfindet. Motukawanui Island dehnt sich über 3,7 km in Nord-Süd-Richtung aus und misst an der breitesten Stelle rund 1,8 km in Ost-West-Richtung. Die höchste Erhebung der Insel, die bis auf den südlichen rund 800 m langen Abschnitt über eine bergige Landschaft verfügt, ist mit 177 m etwas nordöstlich der Inselmitte zu finden.
Motukawanui Island ist von mehreren kleineren Insel und Felseninsel umgeben. Die größten und wichtigsten von ihnen sind Motutapere Island, Hamaruru Island, Panaki Island, Haraweka Island, Nukutaunga Island im Norden und Nordosten, Motuharakeke Island im Osten und Motukawaiti Island im Südsüdosten.

## Geschichte
Die Insel war in der voreuropäischen Zeit Neuseelands von Māori bewohnt. Archäologische Nachweise deuten auf die Anzahl von 14 Pās (Dörfer) hin und insgesamt 36 Gruben- und Terrassenkomplexe. Auch Nachweise landwirtschaftlicher Nutzung durch Europäer sind auf der Insel zu finden, die in den späten 1800er Jahren begann und Wald dafür abgeholzt wurde. Ab dem Jahr 1974 wurde die Farmwirtschaft gänzlich eingestellt und 1978 erwarb das Maritime and Historic Park Board die Insel. 1981 wurde Motukawanui Island als Scenic Reserve, als eine Art Landschaftsschutzgebiet klassifiziert und untersteht seit 1987 in Bereich des Managements der Insel dem Department of Conservation.

## Flora und Fauna
Die Insel ist zum Teil, aber nicht durchgängig, bewaldet. Von Dezember 1978 bis Januar 1979 untersuchte in einer Studie die Offshore Island Research Group die Pflanzenwelt der Insel und konnte 323 heimische und adventive Pflanzen lokalisieren.
1995 wurden testweise zehn braune Kiwiküken auf der Insel ausgesetzt, um zu sehen, wie und in welcher Weise sich die Kiwis vermehren können und ob sie dort Überlebenschancen haben. Acht Jahre später stellte man fest, dass sich ihre Population um rund 500 % vermehrt hat. Auch ist die gefährdete Art des Maoriregenpfeifers auf der Insel anzutreffen. Vom Department of Conservation wurde der Insel attestiert, ein großes Potenzial als Zufluchtsort für Eidechsen, Seevögel und bedrohte Pflanzen zu haben.